# Why Not
"Why Not" é uma música da cantora americana Hilary Duff gravada para a trilha sonora do filme The Lizzie McGuire Movie de 2003.

## Antecedentes
O single foi lançado em 23 de junho de 2003. O CD single inclui um remix de "Why Not" e de "I Can't Wait", além de um videoclipe. No final de 2003, uma versão diferente de "Why Not" foi lançada no primeiro álbum de Duff, Metamorphosis. De acordo com Duff, a canção também foi incluída como um single para o seu álbum de estreia.

## Faixas
| Australian CD maxi single |                            |                                                   |         |  |
| N.º                       | Título                     | Compositor(es)                                    | Duração |  |
| 1.                        | "Why Not"                  | Charlie Midnight Matthew Gerrard                  | 2:59    |  |
| 2.                        | "Why Not" (McMix)          | Charlie Midnight Matthew Gerrard                  | 2:52    |  |
| 3.                        | "I Can't Wait" (Dance Mix) | Matthew Gerrard Brooke McClymont Christopher Ward | 3:06    |  |
| 4.                        | "Why Not" (CD ROM Video)   | Charlie Midnight Matthew Gerrard                  | 2:59    |  |

## Paradas musicais

### Desempenho
| Parada (2003)                     | Melhor posição |
| --------------------------------- | -------------- |
| Austrália (ARIA)                  | 14             |
| Nova Zelândia (Recorded Music NZ) | 15             |
| Parada (2004)                     | Melhor posição |
| Países Baixos (Dutch Top 40)      | 20             |
| Países Baixos (Single Top 100)    | 22             |